# 416-й военный госпиталь
416-й военный госпиталь Министерства обороны Российской Федерации — базовый госпиталь в Воронежской зоне Центрального направления и является ответственным за организацию медицинского обеспечения на территории Воронежской, Липецкой, Курской, Белгородской и Орловской областей.

## История
- В 1800 году в городе Брянске был заложен лазарет Арсенала артиллерийской государственной экспедиции на 60 коек.
- В 1825 году лазарет увеличивает количество коек до 90, а в 1829 году преобразован в полугоспиталь на 75 коек.
- В 1905 году Брянский лазарет переподчиняеться военно-медицинской службе Московского военного округа.
- В 1915 году Брянский лазарет переформирован в военный госпиталь до 600 коек.
- В 1924 году Брянский лазарет переформирован в Брянский местный гарнизонный госпиталь на 150 коек.

Великая Отечественная война
- В 1941 году госпиталь переформирован в эвакогоспиталь № 1016 на 500 коек.
- В августе 1941 года госпиталь передислоцировался в Курск и был подчинён 13-му местному эвакопункту (ёмкость 800 коек).
- В октябре 1941 госпиталь передислоцировался в город Свердловск, развёрнут с ёмкостью 700 коек.
- 20 мая 1944 года перебазирован в город Воронеж. В связи с передислокацией был переименован в Воронежский.

Послевоенные годы
- В 1946 году переведён на штат Воронежского гарнизонного военного госпиталя МВО на 300 коек.
- В 1949 году госпиталь переформирован по штату Окружного военного госпиталя Воронежского военного округа на 300 коек. В 1960 году переведён на штат гарнизонного военного госпиталя МВО на 430 коек.
- В 1972 году переведён на штат гарнизонного военного госпиталя МВО со штатом на 400 коек.
- В 1984 году переведён на штат гарнизонного военного госпиталя МВО со штатом на 500 коек.
- В 1993 году переведён на штат гарнизонного военного госпиталя МВО ёмкостью 600 коек.

В 2002 году переведён на штат базового военного госпиталя согласно расписанию № 27/984 от 19.07.1993 года на 550 коек.
С 1 декабря 2009 года госпиталь развернут на 400 коек.
В связи с военной реформой ВС РФ в 2010 году госпиталь становится филиалом № 3 ФГКУ «1586 военный клинический госпиталь» МО РФ.
В соответствии с приказом МОРФ № 680 от 19.09.2014 г., распоряжением НГШ ВС РФ от 19.08.2014 г. № 314/6/4339, приказом начальника ФГКУ «1586 ВКГ» МО РФ № 170 от 20.09.2014 г. «О переводе госпиталя на новый штат и формировании 416 ВГ и 422 ВГ», приказом начальника ФГКУ «1586 ВКГ» МО РФ № 172 от 2.10.2014 г. и № 178 от 2.10.2014 г. проведены организационно-штатные мероприятия, в результате которых образовано ФГКУ" 416 ВГ" МО РФ.

## Интересные факты
- С августа по октябрь 1941 г при госпитале учебный центр по подготовке санинструкторов в количестве 250 человек.